# Red Light
Red Light – trzeci album studyjny południowokoreańskiej grupy f(x), wydany 7 lipca 2014 roku przez wytwórnię SM Entertainment. Był promowany przez singel o tym samym tytule. Osiągnął 1 pozycję na listach przebojów w Korei Południowej.
Album sprzedał się w nakładzie 93 853 egzemplarzy (stan na marzec 2016).

## Lista utworów
| Nr  | Tytuł                                                        | Słowa                                           | Muzyka | Czas |
| --- | ------------------------------------------------------------ | ----------------------------------------------- | --- | ---- |
| 1.  | "Red Light"                                                  | Kenzie                                          | Bryan Jarett, Daniel Ullmann, Maegan Cottone, Allison Kaplan, Sherry St. Germain Produkcja: Casper & B.                         | 3:32 |
| 2.  | "MILK"                                                       | Kenzie                                          | Lee Hyun-seung, Kenzie, Teddy Riley, DOM, Engelina Larsen                                                                       | 3:36 |
| 3.  | "Nabi (Butterfly)" (kor. 나비(Butterfly))                    | Shin Jin-hye (Jam Factory)                      | Thomas Troelsen, Engelina Larsen, Shin Eun-seung (Hitchhiker)                                                                   | 2:57 |
| 4.  | "Mujigae (Rainbow)" (kor. 무지개(Rainbow))                   | Misfit                                          | Will Simms / Ylva Dimberg | 2:47 |
| 5.  | "All Night"                                                  | Jinbo, Kim Lee-young (Jam Factory), Lee Eun-jin | Lee Hyun-seung, Teddy Riley, DOM, Jinbo, Ylva Dimberg                                                                           | 3:30 |
| 6.  | "Vacance" (kor. 바캉스 (Vacance) Bakangseu (Vacance))        | Kenzie                                          | Kenzie | 3:15 |
| 7.  | "Baeteonae (Spit It Out)" (kor. 뱉어내 (Spit It Out))        | Misfit                                          | Caesar & Loui, Olof Lindskog, Jasmine Anderson                                                                                  | 3:02 |
| 8.  | "Boom Bang Boom"                                             | Seo Ji-eum (Jam Factory)                        | Eirik Johansen, Jan Hallvard Larsen, Carl Johan Isac Gustafsson, Fredrik Haggstam, Sebastian Per Emil Lundberg, Melanie Fontana | 2:54 |
| 9.  | "Dracula"                                                    | Jo Yun-gyeong                                   | Joachim Vermeulen Windsant, Willem Laseroms, Maarten ten Hove                                                                   | 3:14 |
| 10. | "Summer Lover"                                               | Kim Young-hu                                    | Amber J. Liu, Sean Alexander | 2:54 |
| 11. | "Jongi Simjang (Paper Heart)" (kor. 종이 심장 (Paper Heart)) | Seo Ji-eum (Jam Factory)                        | Chris Wahle, Didrik Thott, Dianna Corcoran                                                                                      | 3:25 |

## Notowania
| Lista                          | Pozycja |
| ------------------------------ | ------- |
| Gaon Weekly Albums Chart       | 1       |
| Gaon Monthly Albums Chart      | 3       |
| Gaon Yearly Albums Chart       | 19      |
| Oricon Weekly Albums Chart     | 29      |
| World Albums Chart (Billboard) | 2       |
| Heatseekers Albums (Billboard) | 13      |
| G-Music (Tajwan)               | 16      |